# Octonoba yaeyamensis
Octonoba yaeyamensis är en spindelart som beskrevs av Hajime Yoshida 1981. Octonoba yaeyamensis ingår i släktet Octonoba och familjen krusnätsspindlar. Inga underarter finns listade i Catalogue of Life.